# Aliaxei Lijacheuski
Aliaxei Lijacheuski –en bielorruso, Аляксей Ліхачэўскі– (Brest, 28 de junio de 1990) es un deportista bielorruso que compitió en esgrima, especialista en la modalidad de sable.
Ganó una medalla de plata en el Campeonato Mundial de Esgrima de 2011, en la prueba por equipos. 
Participó en los Juegos Olímpicos de Londres 2012, ocupando el séptimo lugar en la prueba por equipos.

## Palmarés internacional
| Campeonato Mundial | Campeonato Mundial | Campeonato Mundial | Campeonato Mundial |
| Año                | Lugar              | Medalla            | Prueba             |
| ------------------ | ------------------ | ------------------ | ------------------ |
| 2011               | Catania (Italia)   | Medalla de plata   | Sable por equipos  |